# Damien Crosse
Damien Crosse (ur. 11 lutego 1982 w Miami) – kubańsko-amerykański aktor, reżyser pornograficzny i model erotyczny, wielokrotnie nominowany do nagrody Grabby i XBIZ Award w kategorii „Wykonawca roku LGBT”.

## Życiorys

### Wczesne lata
Urodził się i wychował w Miami na Florydzie w rodzinie katolickiej jako jedyne dziecko Kubańczyków, którzy przybyli do Stanów Zjednoczonych w latach sześćdziesiątych. W dzieciństwie był nieśmiały i niepewny. Ukończył wydział antropologii na wyższej uczelni. Potem pracował jako barman.

### Kariera
W 2004 rozpoczął karierę w branży pornografii gejowskiej. Swoją pierwszą scenę pornograficzną nagrał w San Francisco. W latach 2006–2008 był gwiazdorem wytwórni filmowej Titan Media, potem podpisał kontrakt z Raging Stallion Studios i Cocky Boys.
Najbardziej znane tytuły z jego udziałem to Campus Pizza (2007) w roli Earla i H20 (2007). Pojawił się także w trzech segmentach serii Broke Straight Boys w roli Sebastiana i parodii Batman v Superman: A Gay XXX Parody (2016) jako ofiara przestępstwa.
Wystąpił gościnnie w biograficznych filmach dokumentalnych: Mr. Angel (2013) i Monsieur Sagat (2020).
Znalazł się na okładkach „Honcho” (w kwietniu 2008), „Ambiente” (w październiku 2012) czy „QX” (we wrześniu 2017).
W marcu 2013 zwyciężył w plebiscycie na ulubionego aktora porno włoskiego portalu tuttouomini.it.

## Życie prywatne
23 maja 2009 poślubił Francesco D’Macho, włoskiego aktora porno, z którym to rok wcześniej (2008) założył spółkę produkcyjną o nazwie Stag Homme Studios z siedzibą w Madrycie, gdzie także zamieszkał. Wcześniej był związany z Angelo, modelem i aktorem poznanym w Nowym Jorku na przyjęciu zorganizowanym przez magazyn „Gotham”.

## Nagrody i nominacje
| Rok  | Nagroda                          | Kategoria                                                | Film                                                              | Inni wykonawcy                                                                                  | Rezultat  |
| ---- | -------------------------------- | -------------------------------------------------------- | ----------------------------------------------------------------- | ----------------------------------------------------------------------------------------------- | --------- |
| 2006 | GayVN Award                      | Najlepszy debiutant                                      | -                                                                 | -                                                                                               | Nominacja |
| 2008 | GayVN Awards                     | Najlepsza scena solowa                                   | H2O (2007)                                                        | -                                                                                               | Nominacja |
| 2008 | Grabby Award                     | Najlepsza scena solowa                                   | H2O (2007)                                                        | -                                                                                               | Nominacja |
| 2008 | Grabby Award                     | Najlepsza scena w duecie                                 | H2O (2007)                                                        | Eddie Stone                                                                                     | Nominacja |
| 2008 | Grabby Award                     | Najgorętszy penis                                        | -                                                                 | -                                                                                               | Nominacja |
| 2009 | Hard Choice Awards               | Ryzykowny erotyczny moment                               | To the Last Man (2008)                                            | Anton Harri                                                                                     | Wygrana   |
| 2009 | Grabby Award                     | Najlepsza scena seksu solo                               | To the Last Man (2008)                                            | -                                                                                               | Wygrana   |
| 2009 | Grabby Award                     | Najlepszy blog porno                                     | -                                                                 | -                                                                                               | Nominacja |
| 2009 | XBIZ Award                       | Wykonawca roku GLBT                                      | -                                                                 | -                                                                                               | Nominacja |
| 2010 | Grabby Award                     | Najlepsza scena grupowa                                  | Focus: The Story Begins (2009)                                    | Steve Cruz, Francesco D’Macho, Wilfred Knight i Angelo Marconi                                  | Wygrana   |
| 2010 | XBIZ Award                       | Wykonawca gejowski roku                                  | -                                                                 | -                                                                                               | Nominacja |
| 2010 | TLA Gay Award                    | Wykonawca roku                                           | -                                                                 | -                                                                                               | Wygrana   |
| 2010 | GayVN Award                      | Internetowy wykonawca roku                               | -                                                                 | Francesco D’Macho                                                                               | Nominacja |
| 2010 | Trendy Awards                    | Wykonawca roku                                           | -                                                                 | -                                                                                               | Wygrana   |
| 2011 | Grabby Award                     | Najlepszy blog porno                                     | -                                                                 | -                                                                                               | Nominacja |
| 2012 | Hotrods – British Gay Porn Award | Najlepszy międzynarodowy artysta dyskotekowej kuli       | –                                                                 | –                                                                                               | Nominacja |
| 2012 | Hotrods – British Gay Porn Award | Najlepszy duet                                           | The Last Day (2011)                                               | Rafael Carreras                                                                                 | Nominacja |
| 2013 | XBIZ Award                       | Najlepsza europejska witryna internetowa (StagHomme.com) | –                                                                 | –                                                                                               | Wygrana   |
| 2014 | Ninfa                            | Najlepszy aktor w filmach o tematyce gejowskiej          | -                                                                 | -                                                                                               | Nominacja |
| 2014 | Cybersocket Web Award            | Najlepsza gwiazda porno                                  | –                                                                 | –                                                                                               | Nominacja |
| 2014 | Cybersocket Web Award            | Najlepsza scena seksu                                    | The Muse (2013)                                                   | Goran i Donato Reyes                                                                            | Nominacja |
| 2015 | Cybersocket Web Award            | Najlepsza gwiazda porno                                  | –                                                                 | –                                                                                               | Nominacja |
| 2015 | HustlaBall Award                 | Najlepszy aktor uniwersalny                              | -                                                                 | -                                                                                               | Nominacja |
| 2016 | HustlaBall Award                 | Najlepsza scena fetyszyzmu                               | Hard Kinks (2015)                                                 | Ashley Ryder                                                                                    | Nominacja |
| 2016 | HustlaBall Award                 | Najlepsza scena fetyszyzmu                               | StagHomme (2015)                                                  | Wagner Vittoria Gloryhole                                                                       | Nominacja |
| 2016 | HustlaBall Award                 | Najlepszy aktor uniwersalny                              | -                                                                 | -                                                                                               | Wygrana   |
| 2016 | PinkX Gay Video Award            | Najlepszy duet                                           | Baiseurs d’eXception (2015)                                       | Logan Vaughn                                                                                    | Nominacja |
| 2016 | GayBator                         | Najlepsza twarz Bukkake                                  | -                                                                 | -                                                                                               | Wygrana   |
| 2017 | Grabby Award                     | Najlepsza grupa                                          | Hog Wild (2016)                                                   | Sean Duran, Adam Bryant, Marco Cruz, Toby Springs, Jay Alexander, Dustin Steele i Darin Silvers | Nominacja |
| 2017 | HustlaBall Award                 | Najlepszy filmowy przystojniak                           | Vadim Romanov Barebacks Damien Crosse (2017)                      | -                                                                                               | Wygrana   |
| 2019 | GayVN Award                      | Najlepsza scena seksu duetu                              | “Damien Crosse and Louis Ricaute Fuck Each Other Bareback” (2018) | Louis Ricaute                                                                                   | Nominacja |